# حكومة دينية شيعية
كانت أول حكومة دينية شيعية في القرن العشرين قد تم تأسيسها في إيران بعد الثورة الإيرانية التي أدت إلى سقوط شاه إيران. وتم اختيار اسم الجمهورية الإسلامية الإيرانية لإيران ((بالفارسية: جمهوری اسلامی إيران) الترجمة الحرفية: Jomhuri-ye Eslāmi-ye Irān). ويعد الإسلام هو دين الدولة.
وبموجب الدستور الإيراني بعد الثورة والذي وضع في عام 1979، تخضع إيران أولاً وقبل كل شيء لحكم المرشد الأعلى للثورة الإسلامية الإيرانية، الذي يعد مسئولاً عن ترسيم «السياسات العامة للجمهورية الإسلامية الإيرانية» والإشراف عليها. والمرشد الأعلى هو القائد العام للقوات المسلحة، ويتحكم في الاستخبارات الحربية والعمليات الأمنية، كما أنه يمتلك السلطة المطلقة لإعلان الحرب. ويتم تعيين رؤساء القضاة وشبكات الراديو والتلفزيون وقادة الشرطة والقوات العسكرية وستة من الإثني عشر عضوًا من أعضاء مجلس صيانة الدستور من خلال المرشد الأعلى. ويقوم مجلس خبراء القيادة بانتخاب وإقالة المرشد الأعلى على أساس المؤهلات والتقدير الشعبي.  ويعد مجلس خبراء القيادة مسئولاً عن الإشراف على المرشد الأعلى فيما يتعلق بأداء الواجبات القانونية.
وقد حاولت حكومة إيران الإسلامية تصدير النموذج الراديكالي للإسلام الشيعي الخاص بها إلى دول أخرى في الشرق الأوسط مثل لبنان، مما أدى إلى إنشاء حزب الله.
وقد تم توجيه الانتقادات إلى الحكومة العراقية الحالية التي يقودها الشيعة بسبب عدم الفصل بين الدين والدولة. كما تم توجيه الانتقادات كذلك إلى الحكومة الحالية التي يقودها الشيعة لتأثرها برجال الدين الشيعيين مثل آية الله علي السيستاني.
وكانت الحكومة التي تسيطر عليها السنة في عهد صدام حسين تقوم بقمع الأغلبية الشيعية بشدة، حيث كانت تتعرض للإعدام في أثناء هذا الحكم.
ويقول النقاد إن بعض عناصر الحكومة التي يسيطر عليها الشيعة مثل وزير الداخلية العراقي الحالي شاركت بنشاط في إعدام السنة العراقيين تمامًا كما فعلت القوات الأمنية التابعة لصدام حسين في الحكومة الشيعية. وقد خلقت تلك الحالة من الثأر الشيعي بيئة أدت إلى تنامي التمرد السني مما أدى إلى قتل الكثير من المدنيين.